# Tricyphona rubiginosa
Tricyphona rubiginosa är en tvåvingeart som beskrevs av Alexander 1931. Tricyphona rubiginosa ingår i släktet Tricyphona och familjen hårögonharkrankar. Inga underarter finns listade i Catalogue of Life.